# 안토촌
안토촌(安東村)은 미에현 아노군에 설치되었던 촌이다. 현재의 쓰시에 해당한다.